# Hama Tuma
 (août 2014).
Si vous disposez d'ouvrages ou d'articles de référence ou si vous connaissez des sites web de qualité traitant du thème abordé ici, merci de compléter l'article en donnant les références utiles à sa vérifiabilité et en les liant à la section « Notes et références ».
Hama Tuma, né en 1949, est un écrivain de la littérature éthiopienne amharique contemporaine. Après des études de droit à l'Université d'Addis-Abeba, d'où il fut expulsé la dernière année en raison de son militantisme, il devint un avocat pour la démocratie et la justice. Ceci lui a valu depuis d'être banni successivement de trois pays d'accueil. Il est l'auteur de nombreuses satires mais également de poèmes. Il vit actuellement à Paris avec sa femme et sa fille.